# Malaxis katangensis
Malaxis katangensis är en orkidéart som beskrevs av Victor Samuel Summerhayes. Malaxis katangensis ingår i släktet knottblomstersläktet, och familjen orkidéer.

## Underarter
Arten delas in i följande underarter:
- M. k. katangensis
- M. k. pygmaea